# Etzenricht
Etzenricht je obec ve vládním obvodě Horní Falc v zemském okrese Neustadt an der Waldnaab v Bavorsku. Žije zde přibližně 1 500 obyvatel.

## Geografie
V blízkém okolí Etzenrichtu leží mnoho malých rybníků bohatých na ryby, které mohou využít rybáři s licencí k rybolovu od místního rybářského svazu.

### Sousední obce
Etzenricht sousedí s následujícími obcemi od západu: Weiherhammer, samostatný městský okres Weiden in der Oberpfalz, Luhe-Wildenau a Kohlberg.
| Růžice kompasu | Weiherhammer | Weiden in der Oberpfalz | Weiden in der Oberpfalz | Růžice kompasu |
| Růžice kompasu | Weiherhammer | Sever                   |                         | Růžice kompasu |
| Růžice kompasu | Weiherhammer | Etzenricht              |                         | Růžice kompasu |
| Růžice kompasu | Weiherhammer | Jih                     |                         | Růžice kompasu |
| Růžice kompasu | Kohlberg     | Luhe-Wildenau           | Luhe-Wildenau           | Růžice kompasu |

### Místní části
Obec Etzenricht má tři místní části
- Etzenricht
- Haberstumpfmühle
- Radschin

## Historie
Etzenricht byl poprvé písemně zmíněn v roce 1270 a v roce 1283 v urbáři Ludvíka Přísného jako „Aechswinreuth“. V té době žili obyvatelé Etzenrichtu z výroby medu a zemědělství. Roku 1414 se na cestě na kostnický koncil zastavil v Etzenrichtu český reformátor Jan Hus. Etzenricht v dnešním okrese Horní Falc patří od 17. století k vévodství Neuburg-Sulzbach. Etzenricht byl zničen v roce 1631 ve třicetileté válce. Od roku 1777 patřilo místo okresnímu soudu Parkstein-Weiden v Bavorském kurfiřtství. Administrativními reformami v Bavorsku vznikla nařízením z roku 1818 obec v současné podobě.
Železniční trať přes obec byla postavena již v roce 1875, ale teprve v roce 1877 dostal Etzenricht vlastní vlakové nádraží.